# Centrale T-Power
Centrale T-Power is een stoom- en gascentrale in Tessenderlo, een plaats en gemeente in de Belgische provincie Limburg. Ze is operationeel sinds 2011 met een elektrisch vermogen van 425 MW.
De commercialisering van de stroom gebeurt via de RWE-groep, die een 15-jarig Gas Tolling Agreement heeft afgesloten met T-Power. De Duitse groep levert het aardgas en blijft eigenaar van de opgewekte elektriciteit, tegen betaling van een tolling fee voor onderhoud en werking. Het was de verwachting dat ongeveer een derde van de elektriciteit zou gaan naar het nabijgelegen Tessenderlo Chemie, terwijl de rest op de markt zou worden aangeboden. De prijzen evolueerden echter allesbehalve gunstig en in 2012 werd de centrale zelfs tijdelijk stilgelegd.

## Bouw
De bouw van de centrale vond plaats in 2009-2011. De componenten waren afkomstig van Siemens:
- een SGT5-4000F-gasturbine
- een SST5-3000-stoomturbine
- een waterstofgekoelde SGen-2000H-generator

Het koelwater wordt via een leiding aangevoerd uit Albertkanaal.

## Aandeelhouderschap
De joint venture T-Power werd gevormd in 2005 met het Zwitserse Advanced Power als hoofdontwikkelaar. T-Power kreeg in december 2008 de financiering rond bij een consortium van tien banken. Het totale plaatje bedroeg 436 miljoen euro, naast 15% eigen vermogen. De centrale is gebouwd en operationeel gemaakt door Siemens. In september 2011 is ze overgedragen aan T-Power, een vennootschap waarin Siemens ook nog voor een derde participeerde, naast Tessenderlo Chemie en Itochu. Kort daarna stonden die eerste twee aandeelhouders elk 13,33% van hun belang af aan Tokyo Gas, waardoor de twee Japanse groepen de meerderheid van de aandelen verkregen (samen 60%). Tessenderlo Chemie en Siemens hielden elk nog een belang van 20%. Ten slotte verwierf Tessenderlo Chemie in 2018 alle aandelen van T-power en werd zo de enige aandeelhouder.

## Voetnoten
1. ↑  T-Power officieel uit de startblokken, Het Nieuwsblad, 23 september 2011
2. ↑  T-Power CCGT: MAC avoidance, Project Finance Magazine, maart 2009, p. 100
3. ↑  Elektriciteitscentrale T-Power in Tessenderlo ligt alweer stil, Het Belang van Limburg, 26 juli 2012
4. ↑  Overdracht van T-Power STEG-centrale in België door Siemens, persbericht Siemens, 22 september 2011
5. ↑  Deze Japanse groep had in mei 2011 aangekondigd de 1/3-participatie in T-Power over te nemen van het Britse International Power dat zelf was overgenomen door GDF Suez en van de mededingingsautoriteiten zijn belang in T-Power moest afstoten. International Power had dit belang na de financial close verworven van Advanced Power.
6. ↑  T-POWER N.V., De Vlaamse Ondernemer, 6 oktober 2011
7. ↑  Tessenderlo Group wordt volledig eigenaar van T-Power. www.engineeringnet.be. Geraadpleegd op 11 februari 2020.